# Rue d'Aix
La rue d'Aix est une voie du 10e arrondissement de Paris, en France.

## Situation et accès
La rue d'Aix est une voie publique située dans le 10e arrondissement de Paris. Elle débute au 53, rue du Faubourg-du-Temple et se termine au 8, rue Jacques-Louvel-Tessier.

## Origine du nom

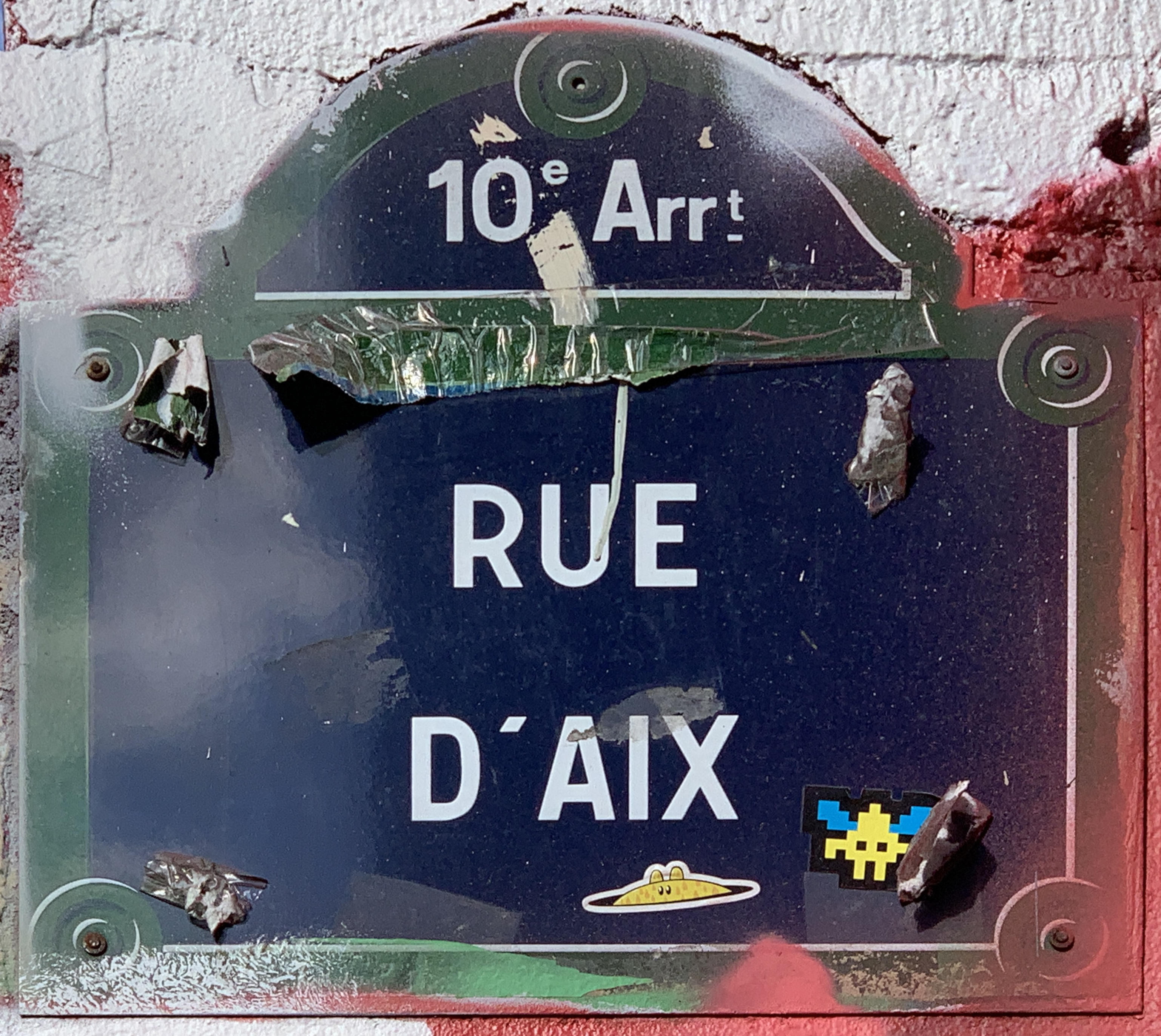
Plaque de la rue.

Elle doit son nom à la ville d'Aix-en-Provence.

## Historique
Cette voie a été formée en 1843, sur les terrains appartenant à monsieur Chaulot, sous le nom de « passage de Joinville », en l'honneur à François Ferdinand Philippe Louis Marie d'Orléans, prince de Joinville, troisième fils du roi Louis-Philippe.
Par décret en date du 1er février 1877, elle prend le nom de « passage Corbeau » à partir de 1877, parce qu'elle donnait sur la rue Corbeau. Elle prend sa dénomination actuelle en 1925.